# Insurgència al Caucas del Nord

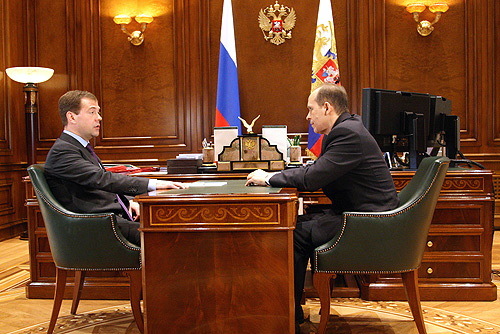
Dimitry Medvedev amb el director del Servei Federal de Seguretat, Alexander Bortnikov.

Es coneix amb el nom d'Insurgència al Nord del Caucas la continuació de la violència política, ètnica i religiosa en la zona, malgrat el final oficial de les operacions militars a Txetxènia el 15 d'abril del 2009. La violència sembla estar concentrada principalment a les repúbliques del Nord del Caucas, és a dir, Txetxènia, Daguestan, Ingúixia i Kadardino-Balkaria, amb confrontaments i atacs ocasionals en altres parts (Moscou i Ossètia del Nord inclosos). La situació va donar motius per preocupar-se de la realització dels Jocs Olímpics d'hivern del 2014.
Per exemple, durant l'estiu del 2009, van morir més de 442 persones, tot i que segons el Ministeri de l'Interior rus, prop de 150 persones han estat mortes i 686 ferides. A Txetxènia entre l'abril del 2009 i del 2010 uns 97 soldats i policies han estat morts en actes d'insurgència, amb l'afegiment de 189 rebels que hauria matat, i així ho va declarar, el govern rus de Putin.